# Iver Lawson
Iver Lawson (né le 1er juillet 1879 en Suède et mort le 2 juillet 1937 à Provo (Utah)) est un coureur cycliste américain. Il a notamment été champion du monde de vitesse en 1904.
Ses frères John (en) et Gus (en) ont également été cyclistes professionnels.

## Palmarès

### Championnats du monde
- 1904
  -  Champion du monde de vitesse

### Grand Prix
- 1904 : Grand Prix de Reims

### Six jours
- 1908
  - Six jours de Boston (avec Niels Marius Andersen)
  - Six jours de Kansas City (avec Jim Moran)
- 1913
  - Six jours de Boston (avec Joe Fogler)

### Record du Monde
En Juillet 1901, il bat, avec John Chapman, un record du monde en tandem au Salt Palace Vélodrome, à Salt Lake City,  avec 9 minutes et 44 secondes sur cinq miles, record qui a tenu pendant 50 ans.